# Jacobis thetafunktioner

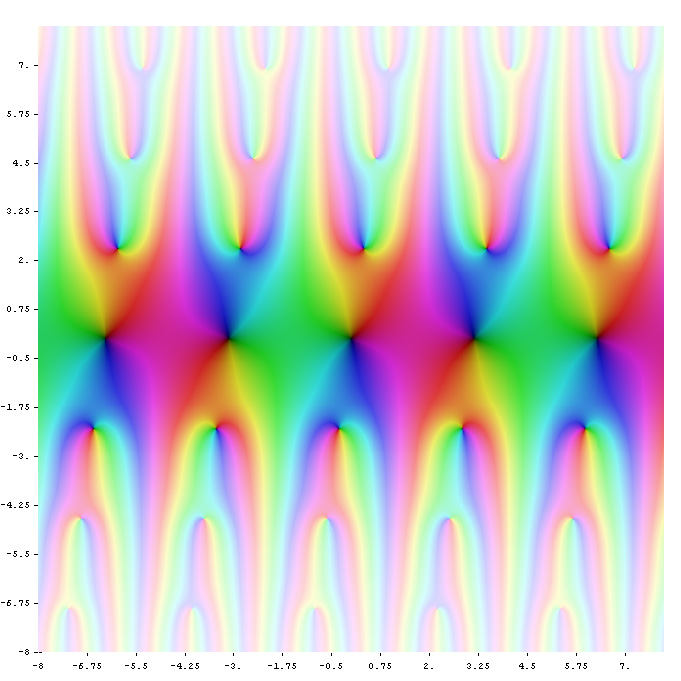
Jacobis ursprungliga thetafunktion med och. Konventionerna är (Mathematica): detta är:

Inom matematiken är Jacobis thetafunktioner speciella funktioner av flera komplexa variabler. De är viktiga inom flera delar av matematiken, såsom teorierna av abelska varieteter, modulrum och kvadratiska former. De har även använts inom solitonteori. Då de generaliseras till en yttre algebra förekommer de även i kvantfältteori.

## Jacobis thetafunktion
Det finns flera nära relaterade funktioner som kallas för Jacobis thetafunktioner och flera olika beteckningssystem för dem.
En Jacobis thetafunktion (uppkallad efter Carl Gustav Jacob Jacobi) är en funktion definierad för två komplexa variabler z och τ, där z är godtyckligt och τ är i övre halvplanet, vilket betyder att den har positiv imaginär del. Funktionen ges av formeln
{\displaystyle \vartheta (z;\tau )=\sum _{n=-\infty }^{\infty }\exp(\pi in^{2}\tau +2\pi inz)=1+2\sum _{n=1}^{\infty }\left(e^{\pi i\tau }\right)^{n^{2}}\cos(2\pi nz)=\sum _{n=-\infty }^{\infty }q^{n^{2}}\eta ^{n}}
där q = exp(πiτ) och η = exp(2πiz). Den är en Jacobiform.
Om  τ är fixerat blir detta en Fourierserie för en periodisk analytisk funktion av z med period 1; i detta fall satisfierar thetafunktionen identiteten 
{\displaystyle \vartheta (z+1;\tau )=\vartheta (z;\tau ).}
Funktionen är även väldigt regelbunden i förhållande till dess kvasiperiod τ och satisfierar funktionalekvationen

Thetafunktionen där varierar. Den svarta punkten i figuren till höger visar hur varierar.

Thetafunktionen där varierar. Den svarta punkten i figuren till höger visar hur varierar.

{\displaystyle \vartheta (z+a+b\tau ;\tau )=\exp(-\pi ib^{2}\tau -2\pi ibz)\,\vartheta (z;\tau )}
där a och b är heltal.

## Relaterade funktioner
Thetafunktionen ovan betraktas ibland tillsammans med tre nära relaterade funktioner, i vilket fall den skrivs som
{\displaystyle \vartheta _{00}(z;\tau )=\vartheta (z;\tau ).}
De andra funktionerna definieras som
{\displaystyle {\begin{aligned}\vartheta _{01}(z;\tau )&=\vartheta \!\left(z+{\textstyle {\frac {1}{2}}};\tau \right)\\[3pt]\vartheta _{10}(z;\tau )&=\exp \!\left({\textstyle {\frac {1}{4}}}\pi i\tau +\pi iz\right)\vartheta \!\left(z+{\textstyle {\frac {1}{2}}}\tau ;\tau \right)\\[3pt]\vartheta _{11}(z;\tau )&=\exp \!\left({\textstyle {\frac {1}{4}}}\pi i\tau +\pi i\!\left(z+{\textstyle {\frac {1}{2}}}\right)\right)\vartheta \!\left(z+{\textstyle {\frac {1}{2}}}\tau +{\textstyle {\frac {1}{2}}};\tau \right).\end{aligned}}}
Denna beteckning är efter Riemann och Mumford. I Jacobis beteckning är thetafunktionerna:
{\displaystyle {\begin{aligned}\theta _{1}(z;q)&=-\vartheta _{11}(z;\tau )\\\theta _{2}(z;q)&=\vartheta _{10}(z;\tau )\\\theta _{3}(z;q)&=\vartheta _{00}(z;\tau )\\\theta _{4}(z;q)&=\vartheta _{01}(z;\tau )\end{aligned}}}
Om vi låter z = 0 i funktionerna ovan, får vi fyra funktioner som beror enbart på τ, definierade i övre halvplanet (ibland kallade för thetakonstanterna). Dessa kan användas till att definiera ett flertal modulära former.

## Speciella värden
Se 
{\displaystyle \varphi (e^{-\pi x})=\vartheta (0;{\mathrm {i} }x)=\theta _{3}(0;e^{-\pi x})=\sum _{n=-\infty }^{\infty }e^{-x\pi n^{2}}}
{\displaystyle \varphi \left(e^{-\pi }\right)={\frac {\sqrt[{4}]{\pi }}{\Gamma ({\frac {3}{4}})}}}
{\displaystyle \varphi \left(e^{-2\pi }\right)={\frac {\sqrt[{4}]{6\pi +4{\sqrt {2}}\pi }}{2\Gamma ({\frac {3}{4}})}}}
{\displaystyle \varphi \left(e^{-3\pi }\right)={\frac {\sqrt[{4}]{27\pi +18{\sqrt {3}}\pi }}{3\Gamma ({\frac {3}{4}})}}}
{\displaystyle \varphi \left(e^{-4\pi }\right)={\frac {{\sqrt[{4}]{8\pi }}+2{\sqrt[{4}]{\pi }}}{4\Gamma ({\frac {3}{4}})}}}
{\displaystyle \varphi \left(e^{-5\pi }\right)={\frac {\sqrt[{4}]{225\pi +100{\sqrt {5}}\pi }}{5\Gamma ({\frac {3}{4}})}}}
{\displaystyle \varphi \left(e^{-6\pi }\right)={\frac {{\sqrt[{3}]{3{\sqrt {2}}+3{\sqrt[{4}]{3}}+2{\sqrt {3}}-{\sqrt[{4}]{27}}+{\sqrt[{4}]{1728}}-4}}\cdot {\sqrt[{8}]{243{\pi }^{2}}}}{6{\sqrt[{6}]{1+{\sqrt {6}}-{\sqrt {2}}-{\sqrt {3}}}}{\Gamma ({\frac {3}{4}})}}}.}
Vidare, följande funktionalekvation
{\displaystyle \varphi {(e^{-\pi x})}={\frac {1}{\sqrt {x}}}\varphi {(e^{-{\frac {\pi }{x}}})}},
kan användas för att enkelt härleda fler värden.

## Serieidentiteter
Följande två serieidentiteter bevisades av István Mező:
{\displaystyle \vartheta _{4}^{2}(q)=iq^{\frac {1}{4}}\sum _{k=-\infty }^{\infty }q^{2k^{2}-k}\vartheta _{1}\left({\frac {2k-1}{2i}}\ln q,q\right)}
{\displaystyle \vartheta _{4}^{2}(q)=\sum _{k=-\infty }^{\infty }q^{2k^{2}}\vartheta _{4}\left({\frac {k\ln q}{i}},q\right).}
Dessa relationer gäller för alla 0 < q < 1. Speciella värden på q ger följande formler:
{\displaystyle {\sqrt {\frac {\pi {\sqrt {e^{\pi }}}}{2}}}{\frac {1}{\Gamma ^{2}\left({\frac {3}{4}}\right)}}=i\sum _{k=-\infty }^{\infty }e^{\pi (k-2k^{2})}\vartheta _{1}\left({\frac {i\pi }{2}}(2k-1),e^{-\pi }\right)}
och
{\displaystyle {\sqrt {\frac {\pi }{2}}}{\frac {1}{\Gamma ^{2}\left({\frac {3}{4}}\right)}}=\sum _{k=-\infty }^{\infty }{\frac {\vartheta _{4}(ik\pi ,e^{-\pi })}{e^{2\pi k^{2}}}}.}

## Relation till Riemanns zetafunktion
Relationen
{\displaystyle \vartheta (0;-1/\tau )=(-i\tau )^{1/2}\vartheta (0;\tau )}
användes av Riemann till att bevisa funktionalekvationen för Riemanns zetafunktion genom att använda integralen
{\displaystyle \Gamma \left({\frac {s}{2}}\right)\pi ^{-s/2}\zeta (s)={\frac {1}{2}}\int _{0}^{\infty }\left[\vartheta (0;it)-1\right]t^{s/2}{\frac {dt}{t}}}
som kan visas vara invariant under ersättning av s med 1 − s.

## Relation till Weierstrass elliptiska funktion
Thetafuntkionerna användes av Jacobi till att konstruera sina elliptiska funktioner som kvot av de fyra thetafunktionerna ovan, och kunde även ha använts av honom till att konstruera Weierstrass elliptiska funktion, eftersom
{\displaystyle \wp (z;\tau )=-(\log \vartheta _{11}(z;\tau ))''+c}
där andra derivatan är i förhållande till z och konstanten c definieras så att Laurentexpansionen av {\displaystyle \wp (z)} vid z = 0 har 0 som konstanta termen.

## Relation tillq-gammafunktionen
Den fjärde thetafunktionen – och härmed även de tre andra – är nära relaterad till q-gammafunktionen enligt relationen
{\displaystyle \left(\Gamma _{q^{2}}(x)\Gamma _{q^{2}}(1-x)\right)^{-1}={\frac {q^{2x(1-x)}}{(q^{-2};q^{-2})_{\infty }^{3}(q^{2}-1)}}\vartheta _{4}\left({\frac {1}{2i}}(1-2x)\log q,{\frac {1}{q}}\right).}

### Fotnoter
1. ↑  Jinhee, Yi (2004). ”Theta-function identities and the explicit formulas for theta-function and their applications”. Journal of Mathematical Analysis and Applications 292:  sid. 381–400. doi:10.1016/j.jmaa.2003.12.009.
2. ↑  Mező, István (2013). ”Duplication formulae involving Jacobi theta functions and Gosper's q-trigonometric functions”. Proceedings of the American Mathematical Society 141 (7):  sid. 2401–2410.
3. ↑  Mező, István (2012). ”A q-Raabe formula and an integral of the fourth Jacobi theta function”. Journal of Number Theory 130 (2):  sid. 360–369.